# Оук Хилс (Орегон)
Оук Хилс (енгл. Oak Hills) насељено је место без административног статуса у америчкој савезној држави Орегон.

## Демографија
По попису из 2010. године број становника је 11.333, што је 2.283 (25,2%) становника више него 2000. године.
| Група             | 2000.         | 2010.         |
| Белци             | 6.912 (76,4%) | 7.705 (68,0%) |
| Афроамериканци    | 116 (1,3%)    | 173 (1,5%)    |
| Азијати           | 1.245 (13,8%) | 2.189 (19,3%) |
| Хиспаноамериканци | 527 (5,8%)    | 784 (6,9%)    |
| Укупно            | 9.050         | 11.333        |